# Scopula sufficiens
Scopula sufficiens là một loài bướm đêm trong họ Geometridae.